# マルカン百貨店
株式会社マルカン百貨店（マルカンひゃっかてん）は、岩手県花巻市に本社のある日本の百貨店の一つ。地方の小型百貨店。通称「マルカンデパート」。スーパーマーケット、レジャー施設等を運営するマルカングループの中核をなしていた。

## 概要
株式会社マルカンは1959年4月2日に設立。1973年に花巻市上町にマルカン百貨店を構えた。1977年2月に百貨店部門につき株式会社マルカン百貨店が設立された。
かつては北上市と水沢市（現：奥州市水沢地区）にも進出していた。水沢店は大食堂も兼ね備えた百貨店として営業していたが閉店し（ただし雑居ビル「マルカンビル」として存続）、北上市の店舗は従前より市内やその周辺にある中学校・高校の制服・運動着の販売店「スクールショップ　マルカン北上店」として出店していたが、2018年夏に閉店した。
2016年（平成28年）6月7日をもって花巻市上町の店舗を閉店した。なお、株式会社マルカンが花巻市内で経営しているアルテマルカン桜台店などは営業を継続している。
2025年現在も株式会社マルカン百貨店は存続しているが事業内容は「制服販売」のみとなっており、グループ店舗の運営はすべて株式会社マルカンが担っている。

## マルカン百貨店（花巻市）
花巻の老舗で馴染み深い周辺市民が多く、大食堂は曜日・時間を問わず賑わっていた。地下食品売り場はスーパーマーケット型の売り場となっていたが、2011年2月20日で営業を終了した。以後、地上8階のうち6フロアで衣料品や日用品を販売していた。
2015年夏に耐震診断を実施したところ不適応と診断され、老朽化で部品調達など施設補修が困難であること、改修や建て替えには多額の費用が必要となること、不特定多数の人が訪れる店舗で安全性を確保できないことから存続は困難と判断。2016年6月7日をもって閉店することとなったが、市内の高校生の食堂存続を求める署名活動や、市民からの閉店を惜しむ声の高まりを受けて、花巻市の花巻家守（やもり）舎が運営の引き継ぎを検討していると報道された。2016年6月、上町家守舎が設立される。2017年2月に6階の大食堂が営業再開。2017年6月に1階小売店がオープン。2018年12月、元食料品売場だった地下1階に、花巻スケートボード協会による、DprtmentSP(デパートメントスケートボードショップ＆パーク)オープン。2020年3月、耐震工事完了。2020年7月には花巻おもちゃ美術館が開館した。
再開された大食堂は「昭和レトロ」な雰囲気が楽しめるスポットとして、県外からも多くの来店客が訪れる。大食堂復活までの経緯は、北山公路『マルカン大食堂の奇跡 岩手・花巻発！昭和なデパート大食堂復活までの市民とファンの1年間』（双葉社、2017年5月、ISBN 978-4575312546）として本になっている。

### 店内概要
(〜2016年6月まで)
- 1階： 総合衣料品・化粧品売場
- 2階： 紳士・婦人服売場
- 3階： 雑貨売場
- 4階： 着物売場
- 5階： 100円ショップ・家電売場
- 6階： 大食堂
- 7階： ゲームセンター
- 8階： 従業員会議室（関係者以外立入禁止）

なお、マルカンビル裏(南側)の駐車場は初期は日本の百貨店では珍しく1か所の上下に2台駐車のできる二段形となっていた。

### 大食堂
6階大食堂の名物メニューは高さ25cmの巨大ソフトクリームで、全国ネットのテレビ番組で何度か取り上げられている。価格は230円（消費税込み）。以前はバニラ・チョコレート・ストロベリーの三種類があったが、2021年時点ではバニラのみである。割り箸で食べるのがベターとされている。ソフトクリームだけでなく、「ナポリかつ」（870円）や「マルカンラーメン」（690円）なども人気がある。昭和のレトロな雰囲気を残した大食堂は花巻市の名物となっており、中心街は人通りが少なくなっている中、大食堂は常時多くの人を集めている。マルカン百貨店時代は売り上げの殆どを大食堂が占めていた。

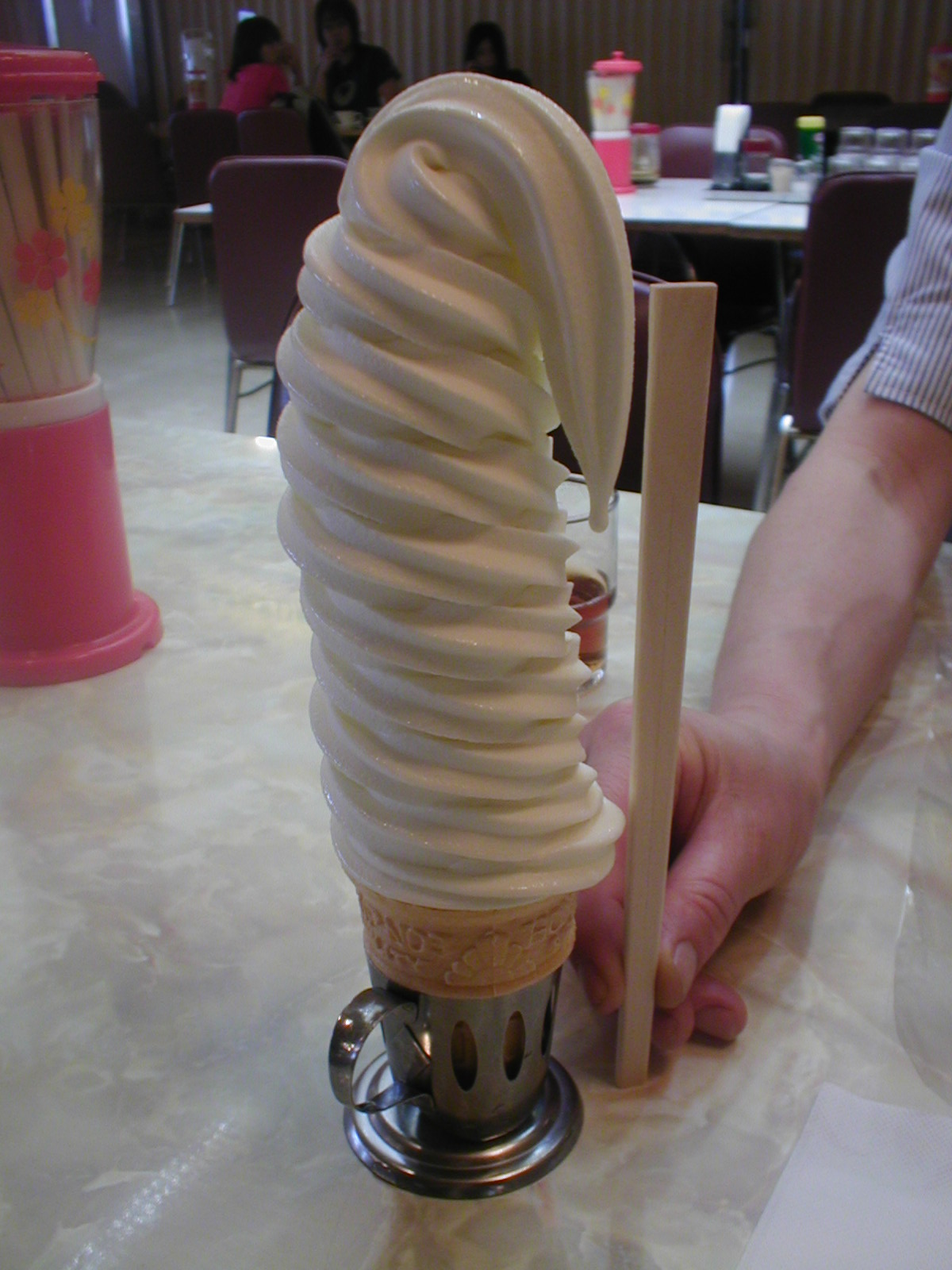
ソフトアイスクリーム

注文は、食券売場で食券を購入し、席を決めてからウェイターに食券を渡し、半券を受け取る形式となっている。
年中無休であったが、閉店発表以降は利用客が殺到したため従業員の体調に配慮し、水曜日が休業となっていた（2021年現在も水曜定休日）。
なお、上町家守舎の運営になってから価格改定が暫時行なわれるようになった。

### 花巻おもちゃ美術館
2020年初夏、マルカンビル2階にオープンする岩手県産材を多く使った0歳から100歳まで楽しめる、多世代交流の体験型木育施設。
美術館の内装、家具、おもちゃに使われる木材の大半は、花巻市及び岩手県内で育ったものを使用している。また、それらの木材の加工及び施工は、小友木材店や市内を中心とした岩手県内の職人が担っている。

## 過去に存在した店舗
- 北上店（北上市黒沢尻新町[7]、1961年（昭和36年）開店[7] - ?閉店）
- 水沢店（水沢市、1978年（昭和53年）6月開店[8] - ?閉店）

延べ床面積約2,392m2、売場面積約1,031m2
- 遠野店（遠野市、1979年（昭和54年）10月開店[9] - ?閉店）

延べ床面積約693m2、売場面積約619m2
- カルチュアランドマルカン（水沢市、1986年（昭和61年）開店[10] - ?閉店）

本・ビデオレンタル
- カルチュアツイン（水沢市、1987年（昭和62年）開店[10] - ?閉店）

本・ビデオレンタル
- レジャーセンターマルカン（花巻市南川原町126-1[11]、?開店 - ?閉店）

## エピソード
- NHK BSの番組『にっぽん縦断 こころ旅』2012年「春の旅・115日目」（同年6月14日放送）で旅人の火野正平（俳優）が花巻市を訪れた際、マルカン百貨店に立ち寄っている。

### 広報資料・プレスリリースなど一次資料
1. 1 2 3  会社案内
2. 1 2  マルカン百貨店は2016年6月7日をもって閉店いたしました - マルカン、2016年7月24日閲覧
3. ↑  菅公学生服公式サイト
4. 1 2 3 4  “体験型木育施設 | 花巻おもちゃ美術館 | 岩手県”. 花巻おもちゃ美術館. 2020年6月30日閲覧。
5. ↑  marukanshokudo (2019年1月15日). “【期間限定メニューのお知らせ】”. マルカンビル大食堂.   Twitter. 2019年1月17日閲覧。